# Грушевського, 28/2
Будинок житлово-будівельного кооперативу «Арсеналець» — будинок архітектора Михайла Анічкіна, розташований на розі вулиці Грушевського та Кріпосного провулку, поряд із Маріїнським парком.
Наказом Міністерства культури і туризму № 747/0/16-06 від 7 вересня 2006 року споруда внесена до держреєстру пам'яток архітектури місцевого значення (охоронний номер 393-Кв).
Пам'ятка — одна з найкращих споруд у конструктивістському стилі в Києві, яка характеризує масове житлове будівництво у 1930-х роках.

## Історія ділянки

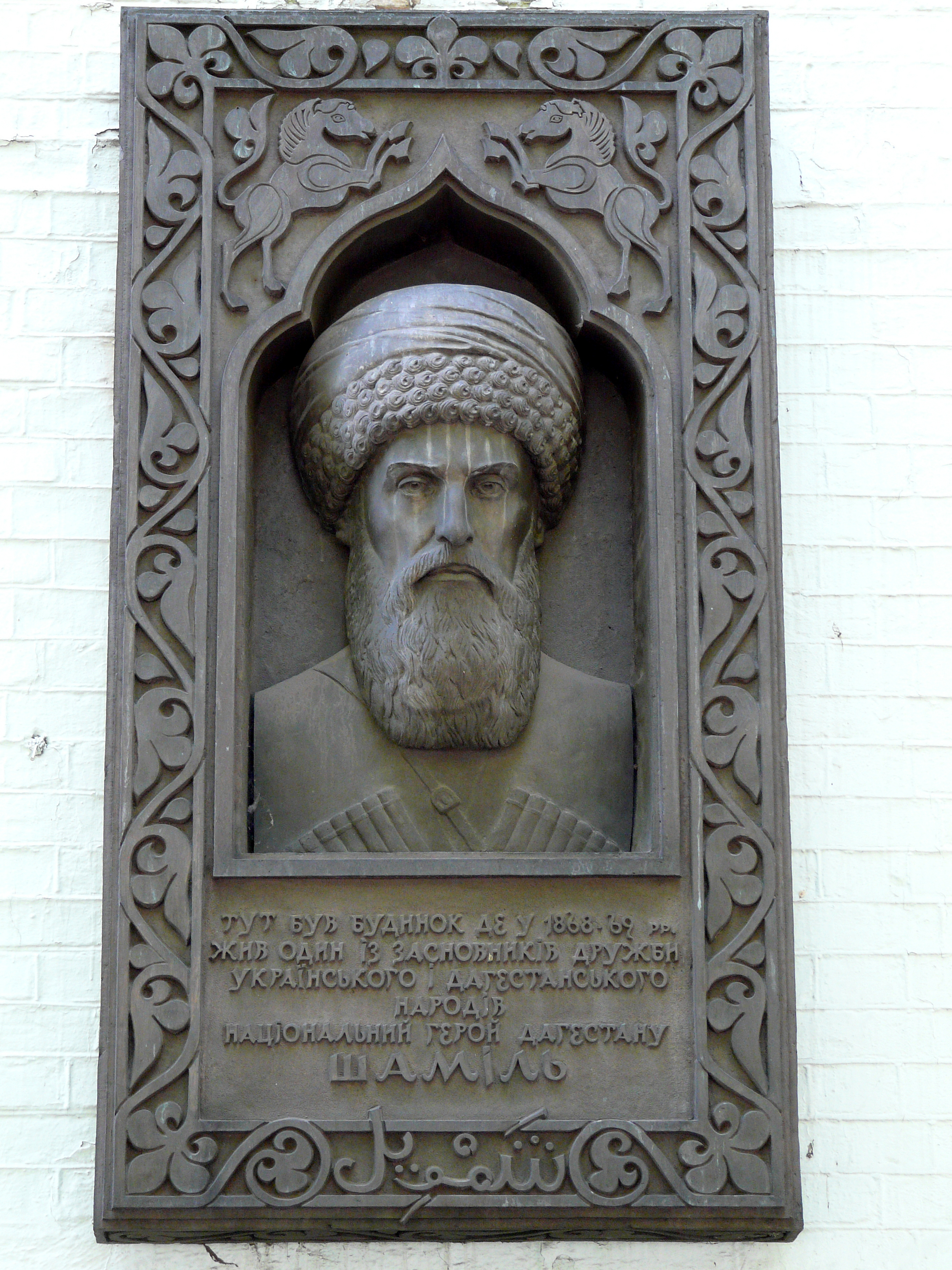
Меморіальна дошка з барельєфом Шаміля

У середині ХІХ сторіччя садиба № 7 (за тодішньою нумерацією) належала княгині Урусовій. Київський краєзнавець Федір Ернст записав перекази старожилів про те, що впродовж 1868—1869 років у флігелі у глибині садиби жив «із цілим своїм гаремом» (з дружинами та дочками) імам Шаміль, керівник національно-визвольної боротьби народів Північного Кавказу проти російських колонізаторів.
Станом на 1882 рік садибою володів князь Валерій Урусов. До 1899 року ділянку придбав Георгій Чаплинський.
Під час революційних подій споруди розібрали і ділянка стояла пусткою до 1928 року.

## Будівництво і використання будівлі
У 1928 року ділянку віддали житлово-будівельному кооперативу працівників заводу «Арсенал» під будівництва житла. Будинок «Арсеналець» за проєктом Михайла Анічкіна і Льва Толтуса спорудили у 1930 році.
Первісно напівпідвал займали їдальня, дитячі ясла і садочок на 50 місць, правління кооперативу, пральня. На першому поверсі розміщувались дві крамниці.
1990 року на фасаді з боку Кріпосного провулку встановили бронзову меморіальну дошку з барельєфом Шаміля, виконану скульптором В. Клоковим й архітектором М. Кислим.
29 вересня 2022 року, під час Російсько-української війни, перед будинком і меморіальною дошкою Володимир Зеленський звернувся до народів Кавказу та інших корінних народів Росії, яких забирають на непотрібну для них несправедливу війну. Він наголосив, що Україна захищатиме себе і знищуватиме всіх окупантів. Як казав свого часу Шаміль: «Кожен, хто підняв зброю проти істини, піднімає її на свою погибель». Тому Президент України закликав дагестанців, чеченців, інгушів, осетин, черкесів та інших народів відмовлятися від мобілізації, щоб зберегти своє життя.

## Архітектура
Чотириповерхова цегляна будівля розрахована на 118 дво- і трикімнатних квартир.
Споруда вздовж вулиці і провулку простяглась великою ламаною лінією. Наріжні секції, які утворюють курдонери, вирізняють оригінальну композицію серед забудови району.
Унаслідок перепаду рівня квартир на висоту сходового маршу входи у дві квартири розміщені на основному майданчику, а в одну — на проміжному.
Будинок зведений у стилі конструктивізму. Виразність будинку досягнута за допомогою загальної конфігурації, акцентного трактування сходових кліток, ритму утилітарних елементів і поєднання жовтої й червоної цегли. Згодом будівлю пофарбували.